# Олейник, Иван Яковлевич
Иван Яковлевич Олейник (01.05.1922, Харьковская область — 23.12.1991) — лётчик 717-го бомбардировочного авиационного полка, младший лейтенант — на момент последнего представления к награждению орденом Славы.

## Биография
Родился 1 мая 1922 года в городе Золочев Харьковской области Украины. Украинец. Окончил среднюю школу и в 1939 году — Херсонский финансово-экономический техникум. Работал налоговым инспектором в Змиевском районе Харьковской области.
В июне 1941 года был призван в Красную Армию. В 1943 окончил авиационную школу пилотов в городе Чебоксары. В боях Великой Отечественной войны с сентября 1943 года. С марта 1944 года воевал в составе 717-го ночного бомбардировочного полка, летал на самолете У-2.
В ночь на 17 января 1945 года у населенного пункта Волянув младший лейтенант Олейник и штурман старший сержант Миранский обнаружили колонну автомашин с затемненными фарами, входящую в лесной массив. Экипаж провел разведку леса с высоты 500 м с приглушенными моторами, обнаружив противника, провел бомбометание. В результате прямого попадания образовалось два очага пожаров, предположительно — склады боеприпасов.
Приказом по частям 242-й ночной бомбардировочной авиационной дивизии от 20 марта 1945 года младший лейтенант Олейник Иван Яковлевич награждён орденом Славы 3-й степени.
В ночь на 17 февраля 1945 года на северо-западнее окраине города Франкфурт-на-Одере младший лейтенант Олейник и штурман старший сержант Миранский взорвали склад с боеприпасами. В ночь на 26 марта экипаж после прицельного бомбометания по крепости Кюстрин вызвал взрыв большой силы, сопровождаемый пожаром, который был виден с аэродрома.
К апрелю 1945 года младший лейтенант Олейник совершил 88 успешных боевых вылетов на самолете По-2, из них 15 — на разведку. Участвовал в боях за освобождение польских городов Штаргард, Наугард, Польцин. Был представлен к награждению орденом Славы 2-й степени.
Приказом по войскам 16-й воздушной армии от 5 мая 1945 года младший лейтенант Олейник Иван Яковлевич награждён орденом Славы 2-й степени.
На завершающем этапе войны совершил ещё несколько боевых вылетов, в которых вновь отличился. В ночь на 22 апреля 1945 года экипаж Олейника — Миранского точным бомбометанием у населенного пункта Боссен Олейник взорвал большой склад с боеприпасам. 8 мая командиром полка был представлен к награждению орденом Славы 1-й степени. Наградной лист подписал командир дивизии, но в штабе армии видимо произошла ошибка и документы дальше не ушли.
Приказом по войскам 16-й воздушной армии от 4 июня 1945 года младший лейтенант Олейник Иван Яковлевич награждён орденом Славы 3-й степени повторно.
В ноябре 1945 года младший лейтенант Олейник уволен в запас.
Вернулся на родину. Работал директором Золочевского райпищекомбината, механиком на автобазе.
Указом Президиума Верховного Совета СССР от 7 июня 1968 года приказ от награждении орденом Славы 3-й степени от 4 июня 1945 года был отменен и Олейник Иван Яковлевич награждён орденом Славы 1-й степени. Стал полным кавалером ордена Славы.
Позднее переехал в город Харьков. Работал слесарем-механиком спорткомбината «Динамо». Жил в городе Харьков. Скончался 23 декабря 1991 года.
Награждён орденами Отечественной войны 1-й степени, Славы 1-й, 2-й и 3-й степеней, медалями.